# Ewan McGregor
Pour les articles homonymes, voir McGregor.
Ewan McGregor (/ˌjuːən məˈɡɹɛɡɚ/) né le 31 mars 1971 à Perth (Écosse), est un acteur, réalisateur et chanteur britannico-américain
Il est révélé durant les années 1990 par son compatriote, le réalisateur Danny Boyle, qui le dirige dans Petits Meurtres entre amis (1994), Trainspotting (1996) et Une vie moins ordinaire (1997). Mais c'est son interprétation d'Obi-Wan Kenobi dans la prélogie Star Wars qui lui permet d'accéder à une célébrité mondiale durant les années 2000.
Il partage alors l'affiche de plusieurs projets hollywoodiens avec plusieurs stars : Moulin Rouge ! (2001), avec Nicole Kidman, La Chute du faucon noir (2001) avec Josh Hartnett, Bye Bye Love (2003), avec Renée Zellweger, Big Fish (2003), avec Marion Cotillard, The Island (2005), avec Scarlett Johansson, Le Rêve de Cassandre (2007), avec Colin Farrell. Il tourne aussi en Angleterre deux films indépendants sous la direction de David Mackenzie : Young Adam (2003) et Perfect Sense (2011).
Durant les années 2010, il s'éloigne quelque peu des projets des studios, partageant toutefois l'affiche de la comédie romantique I Love You Phillip Morris (2010) avec Jim Carrey, côtoyant Pierce Brosnan pour le thriller The Ghost Writer, et flirtant avec Mélanie Laurent pour la romance Beginners (2012). Il forme aussi avec Naomi Watts le couple du film catastrophe The Impossible (2013) et incarne Jésus de Nazareth pour l'expérimental Last Days in the Desert (2015), au cinéma en France en 2022.
L'année 2016 est marquée par la sortie de sa première réalisation, American Pastoral, dont il tient aussi le premier rôle masculin, puis par ses retrouvailles avec Danny Boyle, pour l'inattendu T2 Trainspotting. Il incarne aussi deux personnages différents dans la troisième saison de la série Fargo.
Plus récemment, en 2021, il incarne le rôle titre de la série Halston, produite par Netflix. Finalement, en 2022, il reprend son rôle d'Obi-Wan Kenobi dans la série du même nom produite par Disney.

## Biographie

### Jeunesse et révélation britannique
Les parents d'Ewan McGregor, James McGregor et Carol Lawson, sont tous deux professeurs. Son frère aîné, Colin, est pilote d'avion. Son oncle maternel, Denis Lawson, est un acteur qui a notamment joué le rôle du pilote rebelle Wedge Antilles dans la première trilogie Star Wars.
Adolescent, Ewan étudie à la Morrison Academy de Crieff. Il quitte l'école à l'âge de 16 ans en 1987 pour poursuivre une carrière d'acteur dramatique qu'il préfère à la vie scolaire. Poussé par ses parents, il étudie le théâtre à la Guildhall School of Music and Drama mais n'obtiendra jamais son diplôme car il est engagé dans la série Du rouge à lèvres sur ton col en 1993.
L'année suivante, il se fait remarquer pour son rôle dans Petits Meurtres entre amis, de Danny Boyle, qui connaît un succès inattendu. Le cinéaste l'embarque pour son projet suivant : Trainspotting, une adaptation du roman éponyme d'Irvine Welsh. La performance de l'acteur en jeune héroïnomane, le révèle au monde entier. Ainsi, après le premier rôle du petit thriller Le Veilleur de nuit, le comédien débarque à Hollywood.

### Confirmation hollywoodienne
C'est sous la direction de Danny Boyle que l'acteur fait ses premiers pas à Los Angeles. Le cinéaste lui confie le premier rôle masculin de son premier projet américain, la comédie romantique Une vie moins ordinaire. Le film baroque et décalé, sorti en 1997, lui permet aussi de donner la réplique à une star hollywoodienne montante du moment, Cameron Diaz. La même année, l'acteur est guest-star dans un épisode de la très populaire et acclamée série dramatique hospitalière Urgences. L'année suivante, il repart en Angleterre pour défendre une comédie dramatique musicale, Little Voice.
En 1998, il est membre du jury du 4e Festival du cinéma américain de Deauville, sous la présidence du réalisateur français Jean-Paul Rappeneau. Parmi les autres membres du jury, comme les actrices françaises Sandrine Kiberlain et Virginie Ledoyen, figure Liam Neeson. Les deux comédiens sont à la veille de partager l'affiche d'un opus de l'une des plus grandes franchises du cinéma contemporain.
En 1999, McGregor accède en effet à la célébrité mondiale pour son interprétation du jeune Obi-Wan Kenobi dans le blockbuster Star Wars, épisode I : La Menace fantôme. Il reprend ce rôle dans Star Wars, épisode II : L'Attaque des clones (2002) et Star Wars, épisode III : La Revanche des Sith (2005). Dans ces trois films, il s'attache à reproduire la gestuelle, le débit de parole et l'accent qu'avait Alec Guinness dans le premier Star Wars. En 2019, Disney annonça que l'acteur jouerait de nouveau ce personnage dans une série lui étant dédiée, prévue pour début 2021 sur la plateforme de streaming Disney plus.
Parallèlement, il évolue dans d'autres grosses productions hollywoodiennes : en 2001, il tient le rôle du poète Christian dans Moulin rouge, où il est amoureux du personnage joué par Nicole Kidman. En 2002, il fait partie de la large distribution masculine réunie par Ridley Scott pour son film de guerre La Chute du faucon noir et en 2003, il est à l'affiche de trois films très différents : d'abord la comédie romantique musicale vintage Bye Bye Love, où il partage la vedette avec Renée Zellweger ; puis il est le protagoniste masculin du drame fantastique Big Fish, de Tim Burton. Cependant, il n'oublie pas ses débuts, en portant le premier rôle masculin du drame de son compatriote David Mackenzie, Young Adam. Sa prestation lui vaut quelques nominations à des prix anglais.

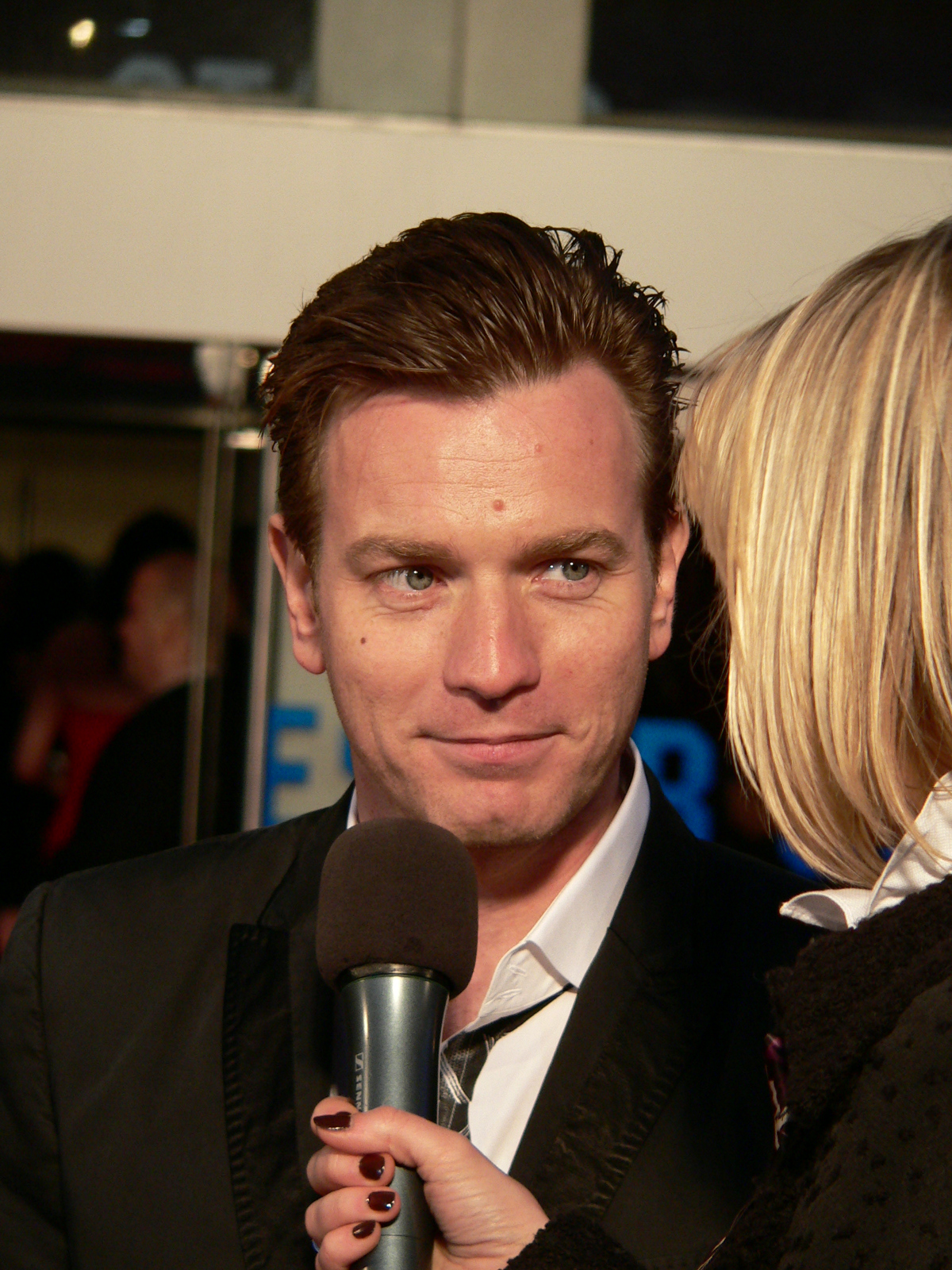
L'acteur à la première de Miss Potter, en décembre 2006.

L'année 2005 confirme son statut de star de cinéma : outre la sortie de son troisième Star Wars, il prête sa voix au sympathique robot Rodney Copperbottom dans la version originale du blockbuster d'animation des studios Sony Robots (aux côtés de Halle Berry, Robin Williams et Mel Brooks) ; il double également le héros de Vaillant, pigeon de combat !, un autre film d'animation. Ensuite, il partage l'affiche du thriller Stay avec Naomi Watts et Ryan Gosling. Enfin, il évolue aux côtés de la nouvelle star Scarlett Johansson, pour le blockbuster de science-fiction The Island, de Michael Bay.

### Théâtre londonien puis retour hollywoodien

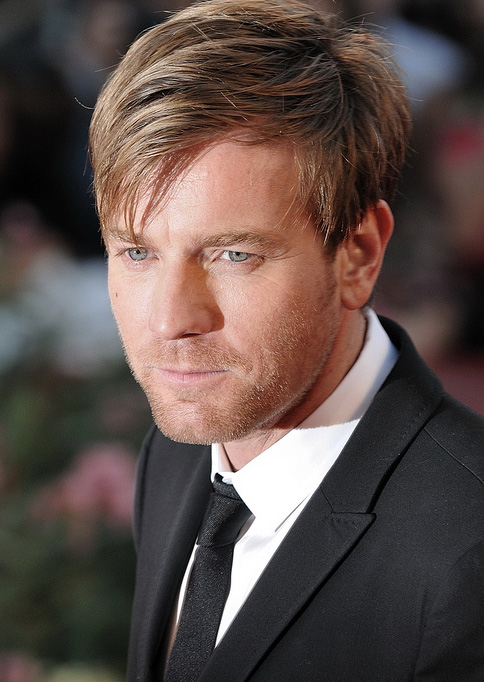
L'acteur à la Mostra de Venise 2009, pour Les Chèvres du Pentagone.

Ainsi, la même année, s'il est à l'affiche du biopic Miss Potter, avec Renée Zellweger dans le rôle-titre, il préfère surtout se consacrer au théâtre : de juin 2005 à avril 2007, il partage l'affiche avec Jane Krakowski dans une reprise de la célèbre comédie musicale Guys and Dolls au Piccadilly Theatre de Londres. De décembre 2007 à février 2008, il tient le rôle de Iago dans Othello au théâtre londonien Donmar Warehouse.
Durant cette période londonienne, il tourne sous la direction de Woody Allen dans le drame Rêve de Cassandre. Avec Colin Farrell, il joue deux frères embarqués dans une affaire qui tourne mal. Mais également le drame Incendiary, écrit et réalisé par Sharon Maguire. Les deux films sortent en 2008. La même année sort discrètement un projet américain très modeste, un thriller laminé par la critique, Manipulation, avec Hugh Jackman et Michelle Williams.
L'année 2009 marque le véritable retour de l'acteur à Hollywood, avec quatre longs-métrages très différents : il évolue d'abord dans la comédie romantique indépendante I Love You Phillip Morris, inspirée de la véritable histoire de Steven Jay Russell, incarné par Jim Carrey. Puis il participe au blockbuster Anges et Démons, de Ron Howard. Il y prête ses traits au camerlingue Patrick McKenna, face à la star Tom Hanks. Ensuite, il fait partie de la distribution quatre étoiles réunie autour de George Clooney pour la satire politique Les Chèvres du Pentagone. Le projet, également porté par Jeff Bridges et Kevin Spacey, est présenté à la 66e Mostra de Venise. Enfin, il seconde Hilary Swank et Richard Gere pour le biopic Amelia, de Mira Nair.

### Consécration européenne

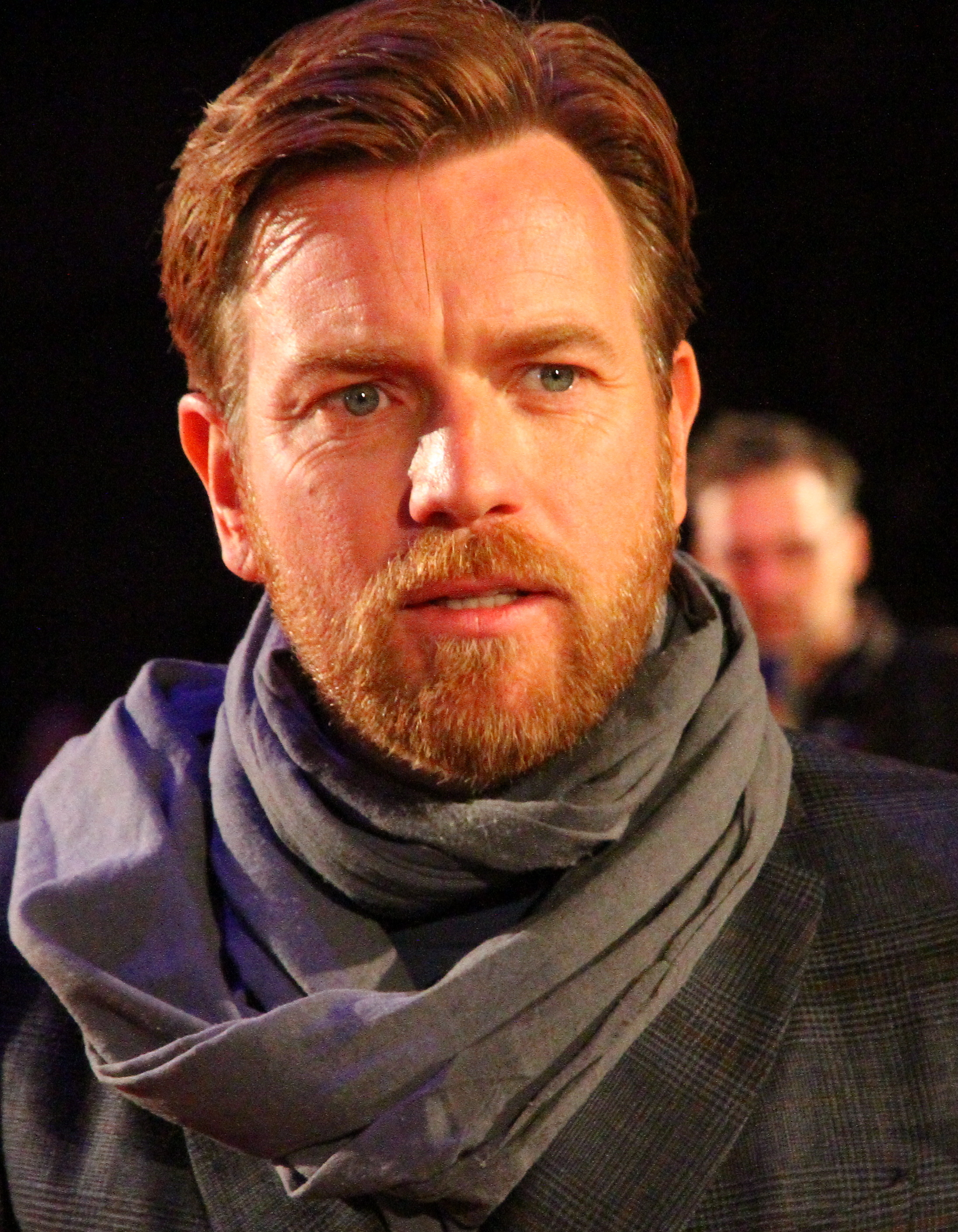
L'acteur à la première londonienne de The Impossible (Lo imposible), de Juan Antonio Bayona, en novembre 2012.

Les années 2010-2011 le voit défendre plusieurs projets anglais : d'abord le thriller The Ghost Writer, de Roman Polanski, puis la comédie pour enfants Nanny McPhee et le Big Bang, avec Emma Thompson ; ensuite la comédie dramatique Beginners, écrite et réalisée par Mike Mills ; enfin le thriller de science-fiction Perfect Sense, qui marque ses retrouvailles avec David Mackenzie. Pour ces deux projets, l'acteur a pour partenaire des actrices françaises : Mélanie Laurent, puis Eva Green.
Le 23 novembre 2011, on annonce l'acteur au casting du pilote de la série télévisée The Corrections pour la chaîne HBO. À ses côtés, dans cette production du câble américain, on retrouve l'actrice doublement oscarisée Dianne Wiest, Chris Cooper, ainsi que Maggie Gyllenhaal et Rhys Ifans. Mais la chaîne ne donne pas suite au projet.
L'acteur dédie l'année 2012 au cinéma européen. En effet, si on exclut une participation au thriller d'action américain Piégée, de Steven Soderbergh, il évolue dans la comédie dramatique anglaise Des saumons dans le désert, de Lasse Hallström, et incarne le père d'une famille plongée dans le chaos pour le spectaculaire drame espagnol The Impossible (Lo imposible), de Juan Antonio Bayona.
Par ailleurs, en mai de cette même année, il fait partie du jury du Festival de Cannes 2012 (65e édition), sous la présidence de Nanni Moretti. Enfin, il reçoit le 27 septembre 2012 le Prix Donostia au 60e Festival de Saint-Sébastien (il est le plus jeune récipiendaire à ce jour). Les Américains Oliver Stone, Tommy Lee Jones, John Travolta et Dustin Hoffman le reçoivent également. Il succède à l'actrice américaine Glenn Close.

### Passage à la réalisation et à la télévision

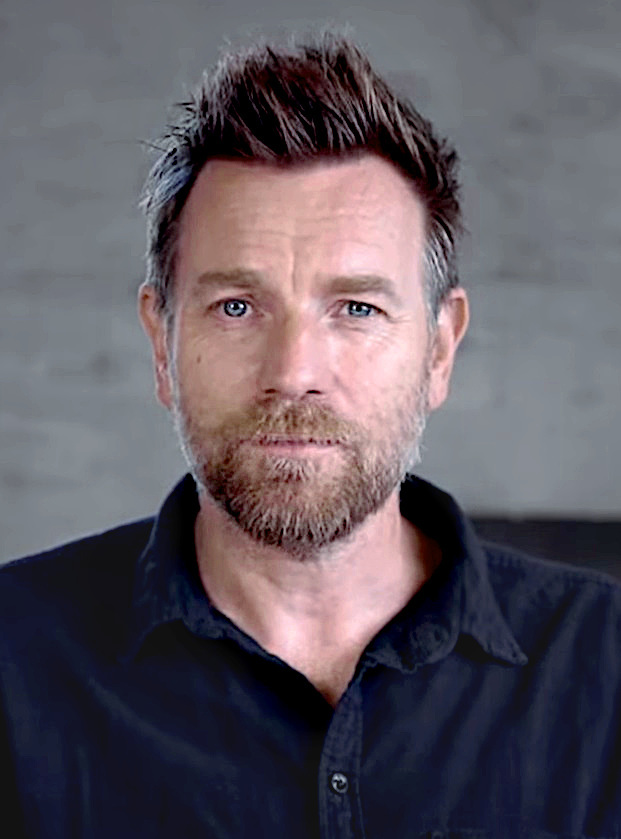
McGregor en 2022

Il revient à Hollywood en 2013 : d'abord pour évoluer dans le blockbuster fantastique Jack le chasseur de géants, de Bryan Singer, puis pour retrouver sa partenaire de Star Wars, Natalie Portman, sur le tournage du western Jane Got a Gun, de Gavin O'Connor, et enfin pour faire partie de la distribution de stars du drame Un été à Osage County, mis en scène par John Wells.
En 2014, il tient le premier rôle du thriller d'action Son of a Gun, écrit et réalisé par Julius Avery. L'année suivante, il est à Los Angeles pour défendre la comédie Charlie Mortdecai, de David Koepp, portée par Johnny Depp, et surtout un projet ambitieux, mais à petit budget : le drame Les Derniers Jours dans le désert, de Rodrigo García, où il prête ses traits à Jésus de Nazareth.
En 2016, il participe au biopic Miles Ahead, mis en scène par l'acteur Don Cheadle. Puis défend son premier film en tant que réalisateur : American Pastoral (sortie en France le 28 décembre 2016). Enfin, il joue dans le thriller anglais Un traître idéal, de Susanna White.
Autre tournant dans sa carrière, il accepte de tenir le double rôle principal de la troisième saison de la série dramatique Fargo, lancée en 2014 par la chaîne câblée FX.
2017 est aussi marquée par un retour aux grosses productions. Il retrouve son ancien mentor Danny Boyle pour la suite T2 Trainspotting, avant de prêter sa voix à Lumière dans le blockbuster en images de synthèse La Belle et la Bête, mis en scène par Bill Condon.
En 2018, il participe avec son frère Colin McGregor à un documentaire pour les 100 ans de la Royal Air Force durant lequel ils « passent en revue les meilleurs appareils de la RAF, des biplans utilisés pendant la Première Guerre Mondiale au chasseur à réaction Typhoon, en passant par le légendaire Spitfire, le bombardier nucléaire Vulcan et l'hélicoptère Chinook ».
En 2021, il tient le premier rôle et rôle titre de la mini-série Halston produite par Netflix, consacrée à la vie du designer américain du même nom.
En 2022, il reprend le rôle d'Obi-Wan Kenobi dans une série produite par Disney, Obi-Wan Kenobi, se déroulant dans l'univers de la saga Star Wars. La diffusion débute le 27 mai 2022.

## Vie privée
En 1995, Ewan McGregor se marie avec Eve Mavrakis, une chef décoratrice française, qu'il a rencontrée alors qu'il tournait en tant qu'invité dans la série télévisée britannique Kavanagh. De ce mariage sont nées trois filles : Clara Mathilde (née en février 1996), Esther Rose (née le 23 octobre 2001) et Anouk (née en janvier 2011). En 2006, le couple a également adopté Jamiyan, une petite fille née en Mongolie en 2001. Le couple se sépare en mai 2017.
Ewan McGregor est depuis en couple avec l'actrice Mary Elizabeth Winstead, rencontrée sur le tournage de Fargo en 2016. En 2021, le couple donne naissance à un petit garçon nommé Laurie. Moins d'un an après la naissance de leur fils, le couple se marie lors d'une cérémonie privée en avril 2022.
Motard passionné depuis sa jeunesse, Ewan McGregor entreprend en 2004 un voyage marathon à moto avec son ami Charley Boorman (le fils du réalisateur britannique John Boorman installé en Irlande). De la mi-avril à la fin juillet 2004, ils voyagent de Londres à New York, via l'Europe centrale, l'Ukraine, la Russie, le Kazakhstan, la Mongolie, la Sibérie et le Canada, sur une distance de plus de 30 395 kilomètres. Ce périple est à la base de la série télévisée Long Way Round, ou L'Échappée belle, et d'un livre best-seller du même nom. Ils renouvellent cette aventure (appelée, cette fois, Long Way Down) en partant le 12 mai 2007 de John o' Groats (nord de l'Écosse) pour arriver au Cap (Afrique du Sud) le 4 août 2007. Ces deux voyages ont aussi pour but de réunir des fonds pour l'UNICEF. De septembre à décembre 2019, les deux motards roulent sur les motos électriques Harley-Davidson LiveWire et empruntent la route panaméricaine sur 21 000 kilomètres à travers treize pays, d'Ushuaïa à Los Angeles, dans le documentaire Long Way Up diffusé à partir du 18 septembre 2020 et Long Way Home (tour d'Europe) en juillet 2025, également sur Apple TV+.
Comme la majorité de la population écossaise, McGregor a exprimé son opposition au Brexit. Bien qu'opposé à l'indépendance de l'Écosse du Royaume-Uni lors du référendum écossais de 2014, il a déclaré plus tard lors d'un entretien qu'il aurait voté pour que l'Écosse quitte le Royaume-Uni s'il avait pu voter après la sortie de l'Union européenne. Il a confirmé cette position en septembre 2020 dans une interview à HBO : « J’ai toujours été pour rester dans l’Union [le Royaume-Uni] parce que je pensais que cela fonctionnait mais, après le vote du Brexit, j’ai changé d’avis. Les Écossais veulent demeurer au sein de l’Union européenne [UE] et les Anglais ne veulent pas, nous allons dans des directions opposées. »

## Filmographie

### Acteur

#### Cinéma

##### Années 1990
- 1994 : Les Mille et Une Vies d'Hector (Being Human) de Bill Forsyth : Alvarez
- 1994 : Petits Meurtres entre amis (Shallow Grave) de Danny Boyle : Alex Law
- 1995 : Blue Juice (en) de Carl Prechezer : Dean Raymond
- 1996 : Emma, l'entremetteuse (Emma) de Douglas McGrath : Frank Churchill
- 1996 : Trainspotting de Danny Boyle : Mark « Rent Boy » Renton
- 1996 : Les Virtuoses (Brassed Off) de Mark Herman : Andy
- 1996 : The Pillow Book de Peter Greenaway : Jérôme
- 1997 : Le Baiser du serpent (The Serpent's Kiss) de Philippe Rousselot : Meener Chrome
- 1997 : Le Veilleur de nuit (Nightwatch) d'Ole Bornedal : Martin Bells
- 1997 : Une vie moins ordinaire (A Life Less Ordinary) de Danny Boyle : Robert Lewis
- 1998 : Velvet Goldmine de Todd Haynes : Curt Wild
- 1998 : Little Voice de Mark Herman : Billy
- 1998 : Welcome to Hollywood d'Adam Rifkin et Tony Markes : lui-même
- 1999 : Trader de James Dearden : Nick Leeson
- 1999 : Star Wars, épisode I : La Menace fantôme (Star Wars: Episode I – The Phantom Menace) de George Lucas : Obi-Wan Kenobi
- 1999 : Voyeur (Eye of the Beholder) de Stephan Elliott : Stephen Wilson

##### Années 2000
- 2000 : Nora (en) de Pat Murphy (en) : James Joyce
- 2001 : Moulin Rouge ! de Baz Luhrmann : Christian
- 2002 : La Chute du faucon noir (Black Hawk Down) de Ridley Scott : Grimes
- 2002 : Star Wars, épisode II : L'Attaque des clones (Star Wars: Episode II – Attack of the Clones) de George Lucas : Obi-Wan Kenobi
- 2003 : Big Fish de Tim Burton : Edward Bloom
- 2003 : Bye Bye Love (Down With Love) de Peyton Reed : Catcher Block
- 2003 : Young Adam de David Mackenzie : Joe Taylor
- 2005 : Robots : Rodney Copperbottom (voix)
- 2005 : Vaillant, pigeon de combat ! (Valiant) : Valliant (voix)
- 2005 : Star Wars, épisode III : La Revanche des Sith (Star Wars: Episode III – Revenge of the Sith) de George Lucas : Obi-Wan Kenobi
- 2005 : The Island de Michael Bay : Lincoln Six Echo / Tom Lincoln
- 2005 : Stay de Marc Forster : Sam Forster
- 2006 : Alex Rider : Stormbreaker de Geoffrey Sax : Ian Rider
- 2006 : Amour et Conséquences (Scenes of a Sexual Nature) d'Ed Blum : Billy
- 2006 : Miss Potter de Chris Noonan : Norman Warne
- 2007 : Le Rêve de Cassandre (Cassandra's Dream) de Woody Allen : Ian Blaine
- 2008 : Incendiary de Sharon Maguire : Jasper Black
- 2008 : Manipulation de Marcel Langenegger : Jonathan McQuarry
- 2009 : Anges et Démons (Angels & Demons) de Ron Howard : Camerlengo Patrick McKenna
- 2009 : Les Chèvres du Pentagone (The Men Who Stare at Goats) de Grant Heslov : Bob Wilton

##### Années 2010
- 2010 : I Love You Phillip Morris de Glenn Ficarra et John Requa : Phillip Morris
- 2010 : Amelia de Mira Nair : Gene Vidal
- 2010 : The Ghost Writer de Roman Polanski : L'écrivain
- 2010 : Nanny McPhee et le Big Bang (Nanny McPhee and the Big Bang) de Susanna White : Rory Green
- 2011 : Beginners de Mike Mills : Oliver Fields
- 2011 : Perfect Sense de David Mackenzie : Michael
- 2012 : The Impossible de Juan Antonio Bayona : Henry
- 2012 : Piégée (Haywire) de Steven Soderbergh : Kenneth
- 2012 : Des saumons dans le désert (Salmon Fishing in the Yemen) de Lasse Hallström : Alfred Jones
- 2013 : Jack le chasseur de géants (Jack the Giant Killer) de Bryan Singer : Elmont
- 2013 : Un été à Osage County (August: Osage County) de John Wells : Bill Fordham
- 2014 : Son of a Gun de Julius Avery : Brendan Lynch
- 2015 : Jane Got a Gun de Gavin O'Connor : John Bishop
- 2015 : Charlie Mortdecai de David Koepp : Inspecteur Alastair Martland
- 2015 : Les Derniers Jours dans le désert (Last Days in the Desert) de Rodrigo García : Jésus de Nazareth / Satan
- 2016 : Miles Ahead de Don Cheadle : Dave Brill
- 2016 : Un traître idéal (Our Kind of Traitor) de Susanna White : Peregrine « Perry » Makepeace
- 2016 : American Pastoral de lui-même : Seymour « Swede » Levov
- 2017 : T2 Trainspotting de Danny Boyle : Mark « Rent Boy » Renton
- 2017 : La Belle et la Bête (Beauty and the Beast) de Bill Condon : Lumière
- 2018 : Zoe de Drake Doremus : Cole Ainsley
- 2018 : Jean-Christophe et Winnie (Christopher Robin) de Marc Forster : Jean-Christophe
- 2019 : Doctor Sleep de Mike Flanagan : Danny Torrance
- 2019 : Star Wars, épisode IX : L'Ascension de Skywalker (Star Wars: Episode IX – The Rise of Skywalker) de J. J. Abrams : Obi-Wan Kenobi (voix)

##### Années 2020
- 2020 : Birds of Prey de Cathy Yan : Roman Sionis / Black Mask
- 2021 : The Birthday Cake de Jimmy Giannopoulos : Père Kelly
- 2022 : Pinocchio de Guillermo del Toro et Mark Gustafson : Sebastian J. Cricket (voix)
- 2022 : Raymond et Ray de Rodrigo García : Raymond
- 2023 : Bleeding Love (en) de Emma Westenberg : le père
- 2023 : Mother, Couch (en) de Niclas Larsson : David
- 2023 : Speed is Expensive de Lancaster David : Narrateur
- 2025 : Flowervale Street de David Robert Mitchell

### Télévision

#### Séries télévisées
- 1993 : Du rouge à lèvres sur ton col (Lipstick on Your Collar) : Hopper
- 1993 : Scarlet and Black : Julien Sorel
- 1995 : Kavanagh Q.C. : David Armstrong
- 1996 : Les Contes de la crypte (Tales from the Crypt) : Ford
- 1997 : Urgences (ER) : Duncan Stewart
- 2015 : Doll & Em : Ewan
- 2017 : Fargo : Emmit Stussy / Ray Stussy
- 2021 : Halston : Roy Halston Frowick
- 2021 : Staged : Ewan McGregor
- 2022 : Star Wars: Obi-Wan Kenobi : Obi-Wan Kenobi
- 2024 : A Gentleman in Moscow : Comte Alexander Ilyich Rostov

### Réalisateur
- 2016 : American Pastoral

## Distinctions
Cette section récapitule les principales récompenses et nominations obtenues par Ewan McGregor. Pour une liste plus complète, se référer à l'Internet Movie Database.

### Récompenses
- Empire Awards 1996 : Meilleur acteur britannique pour Petits Meurtres entre amis
- BAFTA Scotland 1997 : meilleur acteur pour Trainspotting
- Empire Awards 1997 : Meilleur acteur britannique pour Trainspotting
- London Critics Circle Film Awards 1997 : acteur britannique de l'année pour Trainspotting , pour Les Virtuoses, pour Emma, l'entremetteuse et pour The Pillow Book
- Empire Awards 1998 : Meilleur acteur britannique pour Une vie moins ordinaire
- Prix du cinéma européen 2001 : Lauréat du Prix d'honneur-Contribution européenne au cinéma mondial pour Moulin Rouge
- Hollywood Film Awards 2001 : acteur de l'année pour Moulin Rouge et pour La Chute du faucon noir
- British Independent Film Awards 2002 : Lauréat du Prix Variety
- Empire Awards 2002 : Meilleur acteur britannique pour Moulin Rouge
- London Critics Circle Film Awards 2002 : acteur britannique de l'année pour Moulin Rouge
- MTV Movie Awards 2002 : meilleure séquence musicale partagé avec Nicole Kidman pour Moulin Rouge
- Online Film & Television Association Awards 2002 : 
  - Meilleure chanson originale pour Moulin Rouge  partagé avec Nicole Kidman (Interprète) et David Baerwald (Musique et Paroles).
  - Meilleure chanson adaptée pour Moulin Rouge  partagé avec Sting (Musique et Paroles), José Feliciano (Interprète) et Jacek Koman (Interprète).
- Satellite Awards 2002 : Meilleur acteur pour Moulin Rouge
- BAFTA Scotland 2004 : meilleur acteur pour Young Adam
- Empire Awards 2008 : Lauréat du Prix Icon
- Prix du cinéma européen 2010 : Meilleur acteur pour The Ghost Writer
- Gotham Independent Film Awards 2011 : meilleure distribution pour Beginners partagé avec Christopher Plummer, Mélanie Laurent, Goran Visnjic, Kai Lennox, Mary Page Keller et Keegan Boos
- Festival de Saint-Sébastien 2012 : Lauréat du Prix Donostia pour l'ensemble de sa carrière
- St. Louis Film Critics Association Awards 2012 : Lauréat du Prix Spécial du meilleur scène pour The Impossible partagé avec Naomi Watts, Tom Holland, Samuel Joslin et Oaklee Pendergast.
- Capri 2013 : meilleure distribution pour Un été à Osage County partagé avec Abigail Breslin, Chris Cooper, Juliette Lewis, Margo Martindale, Dermot Mulroney, Julianne Nicholson, Julia Roberts, Sam Shepard, Meryl Streep, Benedict Cumberbatch et Misty Upham
- Hollywood Film Awards 2013 : meilleure distribution de l'année pour Un été à Osage County partagé avec Meryl Streep, Julia Roberts, Chris Cooper, Abigail Breslin, Benedict Cumberbatch, Juliette Lewis, Margo Martindale, Dermot Mulroney, Julianne Nicholson, Sam Shepard et Misty Upham
- Nevada Film Critics Society Awards 2013 : Meilleure distribution pour Un été à Osage County
- British Academy of Film and Television Arts Los Angeles 2016 : Lauréat du Prix pour l'Humanitaire
- Critics' Choice Movie Awards 2018 : Meilleure acteur dans une mini-série ou un téléfilm pour Fargo
- Golden Globes 2018 : Meilleure acteur dans une mini-série ou un téléfilm pour Fargo
- Golden Camera 2018 : meilleur acteur international pour American Pastoral, pour T2 Trainspotting et pour La Belle et la Bête
- Festival de télévision de Monte-Carlo 2018 : meilleur acteur dans une mini-série ou un téléfilm pour Fargo
- South African Horrorfest 2019 : meilleur acteur pour Doctor Sleep
- Critics' Choice Super Awards 2020 : meilleur acteur pour Birds of Prey
- Hollywood Critics Association Midseason Awards 2020 : meilleur acteur dans un second rôle pour Birds of Prey
- Primetime Emmy Awards 2021 : Meilleur acteur dans une mini-série ou un téléfilm pour Halston
- Satellite Awards 2022 : Meilleur acteur dans une mini-série ou un téléfilm pour Halston

### Nominations
- Chicago Film Critics Association Awards 1997 : Acteur le plus prometteur pour Trainspotting
- Primetime Emmy Awards 1997 : Emmy du meilleur acteur invité dans une série dramatique pour Urgences (saison 3, épisode 15)
- MTV Movie Awards 1997 : meilleure révélation masculine pour Trainspotting
- MTV Movie Awards 1998 : meilleure séquence de danse partagée avec Cameron Diaz pour Une vie moins ordinaire
- Screen Actors Guild Awards 1999 : Meilleure distribution pour Little Voice partagé avec Annette Badland, Brenda Blethyn, Jim Broadbent, Michael Caine, Jane Horrocks et Philip Jackson.
- Blockbuster Entertainment Awards 2000 : acteur préféré pour Star Wars, épisode I : La Menace fantôme
- MTV Movie Awards 2000 : meilleur combat pour Star Wars, épisode I : La Menace fantôme partagé avec Liam Neeson et Ray Park
- Saturn Awards 2000 : Meilleur acteur dans un second rôle pour Star Wars, épisode I : La Menace fantôme partagé avec Liam Neeson et Ray Park
- Irish Film and Television Awards 2000 : meilleur acteur pour Nora (en)
- Australian Film Institute Awards 2001 : Meilleur acteur pour Moulin Rouge
- Awards Circuit Community Awards 2001 : 
  - Meilleur acteur pour Moulin Rouge
  - Meilleure distribution pour Moulin Rouge partagé avec Nicole Kidman, Jim Broadbent, John Leguizamo et Richard Roxburgh
- IF Awards 2001 : meilleur acteur pour Moulin Rouge
- Film Critics Circle of Australia Awards 2002 : meilleur acteur pour Moulin Rouge
- Golden Globes 2002 : Meilleur acteur pour Moulin Rouge
- MTV Movie Awards 2002 : meilleur baiser pour Moulin Rouge partagé avec Nicole Kidman
- Phoenix Film Critics Society Awards 2002 : meilleure distribution pour La Chute du faucon noir partagé avec Eric Bana, Ewen Bremner, William Fichtner, Josh Hartnett, Jason Isaacs, Sam Shepard et Tom Sizemore.
- Screen Actors Guild Awards 2002 : Meilleure distribution pour Moulin Rouge
- British Independent Film Awards 2003 : meilleur acteur pour Young Adam
- Empire Awards 2004 : Meilleur acteur britannique pour Young Adam
- London Critics Circle Film Awards 2004 : acteur britannique de l'année pour Young Adam
- Teen Choice Awards 2005 : meilleure bagarre pour Star Wars, épisode III : La Revanche des Sith
- MTV Movie Awards 2006 : 
  - Meilleur héros pour Star Wars, épisode III : La Revanche des Sith
  - Meilleur combat partagé avec Hayden Christensen pour Star Wars, épisode III : La Revanche des Sith
- Village Voice Film Poll 2010 : meilleur acteur pour The Ghost Writer
- Evening Standard British Film Awards 2011 : meilleur acteur pour The Ghost Writer
- Detroit Film Critics Society Awards 2012 : Meilleur acteur dans un second rôle pour The Impossible
- Golden Globes 2013 : Meilleur acteur pour Des saumons dans le désert
- Phoenix Film Critics Society Awards 2013 : Meilleure distribution pour Un été à Osage County partagé avec Meryl Streep, Julia Roberts, Sam Shepard, Abigail Breslin, Dermot Mulroney, Margo Martindale, Chris Cooper, Benedict Cumberbatch, Julianne Nicholson, Misty Upham et Juliette Lewis.
- Washington DC Area Film Critics Association Awards 2013 : Meilleure distribution pour Un été à Osage County
- CinEuphoria Awards (es) 2014 : meilleur acteur dans un second rôle pour The Impossible
- Gold Derby Awards 2014 : meilleure distribution pour Un été à Osage County
- Screen Actors Guild Awards 2014 : Meilleure distribution pour Un été à Osage County
- Seattle Film Critics Awards 2014 : meilleur distribution pour Un été à Osage County
- 20/20 Awards 2017 : meilleur acteur pour T2 Trainspotting
- Goyas 2013 : Meilleur acteur dans un second rôle pour The Impossible
- CineLibri International Book and Movie Festival 2016 : Lauréat du Grand Prix de la meilleure adaptation littéraire pour American Pastoral
- Festival du film de Hambourg 2016 : meilleur film pour American Pastoral
- Festival international du film de Saint-Sébastien 2016 : meilleur film pour American Pastoral
- BAFTA Scotland 2017 : meilleur acteur pour T2 Trainspotting
- Gold Derby Awards 2017 : meilleur acteur dans une mini-série ou un téléfilm pour Fargo
- National Film Awards 2017 : Meilleur acteur pour Un traître idéal
- Online Film & Television Association Awards 2017 : meilleur acteur dans une mini-série ou un téléfilm pour Fargo
- Primetime Emmy Awards 2017 :
  - Meilleur acteur dans une mini-série ou un téléfilm pour Fargo
  - Meilleur narrateur dans un documentaire pour Highlands: Scotland's Wild Heart
- National Film Awards 2018 : Meilleur acteur pour T2 Trainspotting
- Satellite Awards 2018 :
  - Meilleur acteur dans une mini-série ou un téléfilm pour Fargo
  - Meilleur acteur dans une série télévisée dramatique ou une série de genre pour Fargo
- Fangoria Chainsaw Awards 2019 : meilleur acteur pour Doctor Sleep
- Fright Meter Awards 2017 : meilleur acteur pour Doctor Sleep
- Indiana Film Journalists Association Awards 2020 : meilleur acteur pour Birds of Prey
- Gold Derby Awards 2021 : meilleur acteur dans une mini-série ou un téléfilm pour Halston
- MTV Movie Awards 2021 : meilleur acteur pour Birds of Prey
- Pena de Prata 2021 : meilleur acteur dans une mini-série ou un téléfilm pour Halston
- Saturn Awards 2021 : Meilleur acteur pour Doctor Sleep
- Seattle Film Critics Society Awards 2021 : du meilleur acteur pour Birds of Prey
- Australian Academy of Cinema and Television Arts Awards 2022 : Meilleur acteur dans une mini-série ou un téléfilm pour Halston
- AARP Movies for Grownups Awards 2022 : meilleur acteur dans une mini-série ou un téléfilm pour Halston
- Golden Globes 2022 : Meilleur acteur dans une mini-série ou un téléfilm pour Halston
- Saturn Awards 2022 : Meilleur acteur dans une série télévisée de science-fiction pour Star Wars: Obi-Wan Kenobi
- Screen Actors Guild Awards 2022 : Meilleur acteur dans une mini-série ou un téléfilm pour Halston
- Washington DC Area Film Critics Association Awards 2022 : meilleure performance vocale pour Pinocchio
- Austin Film Critics Association Awards 2023 : meilleure performance vocale pour Pinocchio
- Chicago Indie Critics Awards 2023 : meilleure performance vocale pour Pinocchio
- Hawaii Film Critics Society Awards 2023 : meilleure performance vocale pour Pinocchio
- Hollywood Critics Association Awards 2023 : meilleure performance vocale pour Pinocchio
- North Carolina Film Critics Association Awards 2023 : meilleure performance vocale pour Pinocchio
- Golden Globes 2025 : Meilleur acteur dans une mini-série ou un téléfilm pour A Gentleman in Moscow

## Voix francophones
En version française, Bruno Choël est la voix régulière d'Ewan McGregor, qu'il a doublé pour la première fois dans Blue Juice (en) en 1995. Il devient la voix française régulière de l'acteur à partir de 1999 grâce au premier volet de la prélogie Star Wars. Il a doublé l'acteur notamment dans Moulin Rouge, Big Fish, The Impossible ou encore la série Fargo. À ses débuts, il était doublé par Damien Witecka dans les films Petits Meurtres entre amis, Trainspotting (ainsi que sa suite T2 Trainspotting en 2017) et Une vie moins ordinaire. Ainsi que par Fabrice Josso dans les films Les Virtuoses et Little Voice. Il a aussi été doublé trois fois par Dimitri Rataud dans The Ghost Writer, Piégée et Un traître idéal.
En version québécoise, François Godin est la voix régulière de l'acteur depuis 1999. Il l'a notamment doublé dans La Chute du faucon noir, Anges et Démons, la prélogie Star Wars, Moulin Rouge ! ou encore L'Île. Il a aussi été doublé deux fois par Gilbert Lachance dans Emma et Cuivres et Charbons. À titre exceptionnel, il a aussi été doublé par Daniel Picard dans Le Retour de Nounou McPhee.
- Versions françaises :
  - Bruno Choël : prélogie Star Wars, Moulin Rouge, Big Fish, The Impossible, Fargo, etc.
  - Damien Witecka : Petits Meurtres entre amis, Trainspotting, T2 Trainspotting, Une vie moins ordinaire, etc.
  - Dimitri Rataud : The Ghost Writer, Piégée, Un traître idéal

- Versions québécoises (la liste indique les titres québécois) :
  - François Godin : La Chute du faucon noir, Anges et Démons, prélogie Star Wars, Moulin Rouge !, L'Île, etc.